# Antonio García-Trevijano Forte
Antonio García-Trevijano Forte   (Alhama de Granada, 18 de juliol de 1927 - Madrid, 28 de febrer de 2018) va ser un jurista, polític, pensador i escritor republicà, casat i amb dos fills. Va ser professor de Dret Mercantil a la Universitat de Granada i notari. Va exercicir d'advocat, inscrit al Col·legi de Madrid des de 1960.

## Tasca política
Republicà convençut des de la seva joventut (el seu pare, registrador de la propietat, ja era republicà del grup de Fernández de los Ríos), va ser un dels protagonistes més rellevants en l'oposició a la dictadura de Francisco Franco. Ja el 1967, va ser el principal organitzador de la reunió clandestina de Comissions Obreres a la fàbrica de Mitges Vilma (Plaza de Castilla) que va preparar la vaga d'octubre de 1967. Al març de 1968, va ser organitzador del debat en l'Hotel Meliá, davant dues mil persones, sobre el Desafiament Americà de Servan Schreiber, convertint-lo en manifestació de la llibertat contra la dictadura i en conat de la rebel·lió de la joventut que dos mesos després va esclatar a París (maig del 68). El mateix any va ajudar a organitzar i dirigir la Independència de Guinea Equatorial, per a la qual va redactar una Constitució Democràtica, que no va arribar a entrar en vigor perquè el Govern de Franco va imposar la Constitució redactada per Miguel Herrero y Rodríguez de Miñón, amb la qual Francisco Macías Nguema es va proclamar President vitalici.
El 1974 va organitzar a París les trobades de Joan de Borbó amb els grups republicans i Ruedo Ibérico, on va manifestar el seu rebuig del nomenament de Joan Carles com a successor. Aquest mateix any va ser organitzador i coordinador de la Junta Democràtica d'Espanya, redactant tots els seus manifestos i fundant un centenar de Juntes locals i sectorials per tot Espanya. Va fer el discurs de presentació de la Junta al Parlament Europeu a Estrasburg. El 1976 va organitzar la fusió de la Junta Democràtica d'Espanya i la Plataforma de Convergència (Platajunta), de la qual també va ser Coordinador. Aquest any també va organitzar la primera convocatòria estatal sota el lema "Amnistia-Llibertat", presidint la històrica manifestació de Las Palmas.
El 1977 funda la Revista "Reporter", on denuncia públicament, en més de 50 articles, la traïció dels partits clandestins legalitzats per Adolfo Suárez González, contra el compromís signat amb García-Trevijano de no acceptar cap Constitució que no sortís d'un període de llibertat constituent que donés a la República l'oportunitat de ser escollida. Disset anys després presenta el llibre El Discurso de la República.
Va ser membre fundador de l'AEPI el 1994, juntament amb directors de premsa i ràdio, per a coordinar la denúncia de corrupció dels governs de Felipe González Márquez. Va participar en multitud de debats i col·loquis, tant en congressos com en programes de televisió sobre política. Va exercir de conferenciant de la llibertat política per tot Espanya i cap visible del Moviment dels Ciutadans cap a la República Constitucional (MCRC).

## Obres
- La alternativa democrática
- El discurso de la República
- Frente a la Gran Mentira
- Pasiones de servidumbre
- Teoría Pura de la República